# 朱见滃
襄邑怀简王朱见滃（1458年—1474年5月9日），明朝襄邑恭定王朱祁锃嫡长子，王妃高氏所生。赵惠王朱瞻塙孙，赵简王朱高燧曾孙，明成祖玄孙。

## 生平
成化元年（1465年）七月，朱见滃的父亲朱祁锃去世。成化二年（1466年）正月，朱见滃得赐名。朱祁锃去世后，禄米停止发放，因朱见滃奏称宮眷眾多，難於度日，四月，明宪宗賜其食米每年三百石。
成化四年（1468年）五月，宪宗遣隆平侯張祐、鎮遠侯顧淳、駙馬都尉石璟、豐潤伯曹振為正使，尚寶司少卿楊䆃、兵科給事中蕭璿、刑科給事中虞瑤、吏部郎中倪輔為副使，持節封朱見滃袭封襄邑王。
成化十年（1474年）四月，朱见滃去世。宪宗闻讯，輟朝一日，按例賜祭葬，諡懷簡。同月，遣魏國公徐俌、富陽伯李輿、安鄉伯張寧、東寧伯焦俊為正使，中書舍人蹇霖、吏部員外郎國泰、禮部郎中李溫、工部郎中顧瑾為副使，持節冊封南城兵馬副指揮劉傑的女兒為襄邑王妃。

## 身后
成化十年（1474年）十月，高太妃告訴朱見滃的堂兄趙靖王朱見灂，稱朱見滃病故後，其庶二弟鎮國將軍朱见沂孝行日薄，庶三弟鎮國將軍朱見涎孝行日隆，请求让朱見涎襲封襄邑王。朱見灂上报，事下禮部覆奏，认为襲封倫序已有定制，应该下敕书问责朱見沂令其遵守禮法，以全子道、保祿位。
成化十二年（1476年）九月，賜王妃劉氏食米每年五十石。
成化十三年（1477年）九月，朱見沂袭封襄邑王。

## 评价
- 《弇山堂别集》卷074：慈仁短折，平易不訾。